# Gonatocerus priesneri
Gonatocerus priesneri är en stekelart som beskrevs av Soyka 1950. Gonatocerus priesneri ingår i släktet Gonatocerus och familjen dvärgsteklar.
Artens utbredningsområde är Egypten. Inga underarter finns listade i Catalogue of Life.